# Tetragnatha keyserlingi
Tetragnatha keyserlingi este o specie de păianjeni din genul Tetragnatha, familia Tetragnathidae, descrisă de Simon, 1890. Conform Catalogue of Life specia Tetragnatha keyserlingi nu are subspecii cunoscute.